# 聃国
聃国，为西周初期的诸侯国。

## 历史
武王克殷后，周武王的两个弟弟，康叔封、聃季载，因年幼都没有被封为诸侯。周公东征後，把这两个作在宗周卿士的弟弟封为卫国、聃国的国君，聃国封邑今安徽阜阳。宋朝欧阳修《新唐书·宰相世系表》认为，沈国的始祖是冉季载。此说不确。春秋中后期，聃国被楚国灭亡。